# Hieracium onosmoides
Hieracium onosmoides es una especie de planta con flor del género Hieracium, de la familia Asteraceae, orden Asterales.

## Distribución
Hieracium onosmoides se distribuye por Austria, Córcega, Chequia-Eslovaquia, Finlandia, Francia, Alemania, Italia, Noruega, Polonia, España, Suecia y Suiza.

## Taxonomía
Fue descrita científicamente por R. E. Fr.